# 伊恩·斯塔克
伊恩·斯塔克（英語：Ian Stark，1954年2月22日—），英国男子马术运动员，主攻三项赛。他曾代表英国参加1984年、1988年、1992年、1996年和2000年夏季奥林匹克运动会马术比赛，获得四枚银牌。